# Kałmanis Szuras
Kałmanis Mauszowicz Szuras, Kałman Mouszowicz Szur (ros. Калманис Маушович Шурас (Калман Моушович Шур), lit. Kalmanas Šuras, ur. 5 kwietnia 1917 w Antoleptach, zm. 15 marca 2003 w Riszon le-Cijjon) – radziecki wojskowy, kapral (jefrejtor), Bohater Związku Radzieckiego (1945).

## Życiorys
Był narodowości żydowskiej, po ukończeniu 7 klas pracował jako garbarz. Po ataku Niemiec na ZSRR został ewakuowany do obwodu bucharskiego, w lutym 1942 został wcielony do Armii Czerwonej i skierowany do formującej się w obwodzie gorkowskim litewskiej dywizji piechoty. Od grudnia 1942 brał udział w walkach z Niemcami w składzie 249 pułku piechoty 16 Litewskiej Dywizji Piechoty. Walczył na Froncie Centralnym, 1 Nadbałtyckim i Leningradzkim. Brał udział m.in. w bitwie pod Kurskiem jako celowniczy działa, za zasługi bojowe w tej bitwie został odznaczony medalem. W czerwcu 1944 został członkiem WKP(b). 12 października 1944 na prawym brzegu Niemna w rejonie miasta Pojegi przy odpieraniu kontrataku przeciwnika, jako dowódca działa 249 pułku piechoty 16 Litewskiej Dywizji Piechoty 2 Gwardyjskiej Armii w stopniu sierżanta, prowadząc ostrzał uszkodził niemiecki czołg i powstrzymywał atak niemieckiej piechoty, dopóki nie został ranny i wyeliminowany z walki. Po wyleczeniu wrócił do pułku i brał udział w walkach w rejonie nadbałtyckim, 22 lutego 1945 podczas starcia w rejonie wsi Evergali na Łotwie wyróżnił się brawurą; został wówczas ciężko ranny w nogę i ewakuowany na tyły. Po wojnie został zdemobilizowany, pracował w warsztacie garbarskim kombinatu garbarsko-pasmanteryjnego w Wilnie. W 1979 wyjechał na stałe  do Izraela.

## Odznaczenia
- Złota Gwiazda Bohatera Związku Radzieckiego (24 marca 1945)
- Order Lenina (24 marca 1945)
- Order Czerwonego Sztandaru (27 grudnia 1943)
- Order Czerwonej Gwiazdy (19 marca 1945)
- Medal za Odwagę (10 lipca 1943)
- Medal „Za zwycięstwo nad Niemcami w Wielkiej Wojnie Ojczyźnianej 1941–1945”

I inne.